# Giacomo Aragall
Jaume Aragall i Garriga, mer känd som Giacomo Aragall, född 6 juni 1939 i  Barcelona, är en spansk operasångare, tenor.
Efter inledande studier i Barcelona hos Jaime Francisco Puig reste Aragall till Milano på ett stipendium från Liceu för att studera under Maestro Vladimir Badiali. Han vann strax därefter Voci Verdi-tävlingen i Busseto och 1963 gjorde han sin italienska scendebut på Teatro La Fenice i Verdis Gerusalemme och sin debut på La Scala i titelrollen i Mascagnis L'amico Fritz.